# Hospital de Santa Catalina de los Donados
El Hospital de Santa Catalina de los Donados fue un hospicio situado en el antiguo arrabal de San Ginés (Madrid), al final de la calle del Arenal, con acceso por el número 4 de la calle de los Donados. Bajo la advocación de Santa Catalina se dedicaba exclusivamente al cuidado de menestrales ancianos.
Fue fundado por Pedro Fernández de Lorca en 1460, tesorero de Juan II de Castilla y luego secretario de Enrique IV de Castilla. Allí tenía el funcionario real casa de campo y unas viñas, instalaciones que se destinaron a asilo de ancianos bajo el patronato del prior de los Jerónimos y administrado por un monje del Buen Retiro, como rector de los ‘Donados de Santa Catalina’, título que recibían las personas allí recogidas. Fue uno de los institutos benéficos que respetó Felipe II de España en su reforma de asilos piadosos, en virtud de una cláusula prevista por Fernández de Lorca, el fundador.
En el año 1856 fue transformado en un hospital de ciegos, siendo trasladado finalmente en 1889 a Vista Alegre, hasta que el 24 de diciembre de 1893 fue derribado. En su solar se edificó en el año 1917 la Capilla del Santo Niño del Remedio.